# Bent Sørmo
Bent Sørmo, né le 22 septembre 1996 à Levanger en Norvège, est un footballeur norvégien qui joue au poste d'arrière droit au Strømsgodset IF.

## Biographie

### En club
Né à Levanger en Norvège, Bent Sørmo commence à jouer pour le club local du Levanger FK où il commence sa carrière professionnelle. Il joue son premier match en professionnel le 2 mai 2013, à l'occasion d'une rencontre de coupe de Norvège face au Kristiansund BK. Il entre en jeu et son équipe s'impose après prolongations par quatre buts à deux.
Il est recruté par le Rosenborg BK en janvier 2014. Il ne fait que deux apparitions avec ce club. La première en coupe de Norvège le 24 avril 2014 contre l'Orkla FK (victoire 3-0 de Rosenborg ce jour-là) et la seconde le 3 juillet 2014, à l'occasion d'une rencontre qualificative pour la Ligue Europa face au FK Jelgava où son équipe s'impose (4-0). En mars 2015 il est prêté à son ancien club. Il y est transféré définitivement en juillet 2015.
Le 15 décembre 2017 est annoncé son transfert au Kristiansund BK. Il joue son premier match sous ses nouvelles couleurs le 17 mars 2018, lors de la première journée de la saison 2018 du championnat norvégien face au Rosenborg BK. Il est titularisé et les deux équipes se neutralisent (2-2 score final).
Le 11 juin 2021, Bent Sørmo rejoint le SV Zulte Waregem. Il signe un contrat de trois ans.
Le 4 août 2023, Bent Sørmo fait son retour en Norvège en s'engageant en faveur du Strømsgodset IF. Il signe un contrat de quatre ans, soit jusqu'en juillet 2027.

### En équipe nationale
Bent Sørmo est sélectionné avec l'équipe de Norvège des moins de 17 ans. Au total il joue trois matchs avec cette sélection, tous en 2013.
Il représente l'équipe de Norvège des moins de 19 ans de 2014 à 2015, pour un total de six matchs et un but, inscrit le 7 octobre 2014, lors d'une victoire face à la Lituanie (2-0 score final).